# Svenja Thoes
Svenja Thoes née le 30 juin 1991 à Neunkirchen en Allemagne est une triathlète professionnelle allemande, multiple vainqueur sur triathlon Ironman.

## Palmarès
Le tableau présente les résultats les plus significatifs (podium) obtenus sur le circuit international de triathlon depuis 2018
| Année | Compétition             | Pays       | Position          | Temps           |
| ----- | ----------------------- | ---------- | ----------------- | --------------- |
| 2023  | Ironman Vitoria-Gasteiz | Autriche   | Médaille d'argent | 8 h 53 min 17 s |
| 2022  | Ironman Italie          | Italie     | Médaille d'or     | 8 h 37 min 21 s |
| 2022  | Ironman Ireland         | Irlande    | Médaille d'or     | 9 h 24 min 54 s |
| 2022  | Ironman France          | France     | Médaille d'or     | 9 h 18 min 47 s |
| 2022  | Challenge Malte         | Malte      | Médaille d'or     | 4 h 17 min 17 s |
| 2022  | Apfelland Triathlon     | Autriche   | Médaille d'or     | 4 h 24 min 23 s |
| 2022  | Triathlon Alpe d'Huez L | France     | Médaille d'argent | 6 h 43 min 39 s |
| 2022  | Ironman 70.3 Marbella   | Espagne    | Médaille d'argent | 4 h 37 min 5 s  |
| 2021  | Ironman 70.3 Andorre    | Andorre    | Médaille d'argent | 5 h 12 min 46 s |
| 2020  | Ironman 70.3 Luxembourg | Luxembourg | Médaille d'argent | 4 h 18 min 50 s |
| 2020  | Ironman 70.3 Cozumel    | Mexique    | Médaille d'argent | 4 h 20 min 54 s |
| 2018  | Ironman Cozumel         | Mexique    | Médaille d'or     | 8 h 56 min 17 s |
| 2018  | Challenge Sardaigne     | Italie     | Médaille d'or     | 4 h 17 min 44 s |
| 2018  | Ironman 70.3 Cozumel    | Mexique    | Médaille d'argent | 4 h 16 min 44 s |